# 東亞運站

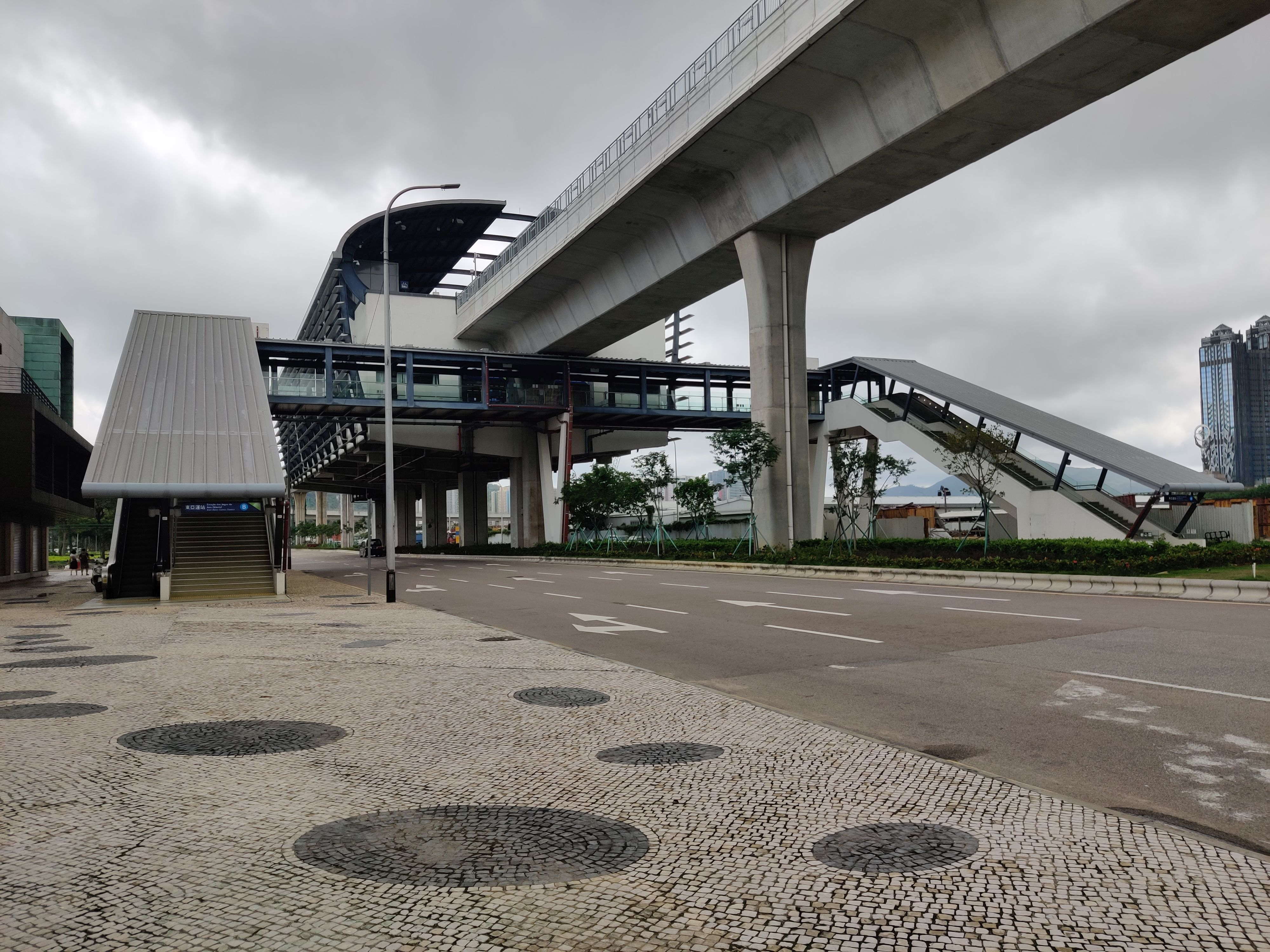
東亞運站站體結構

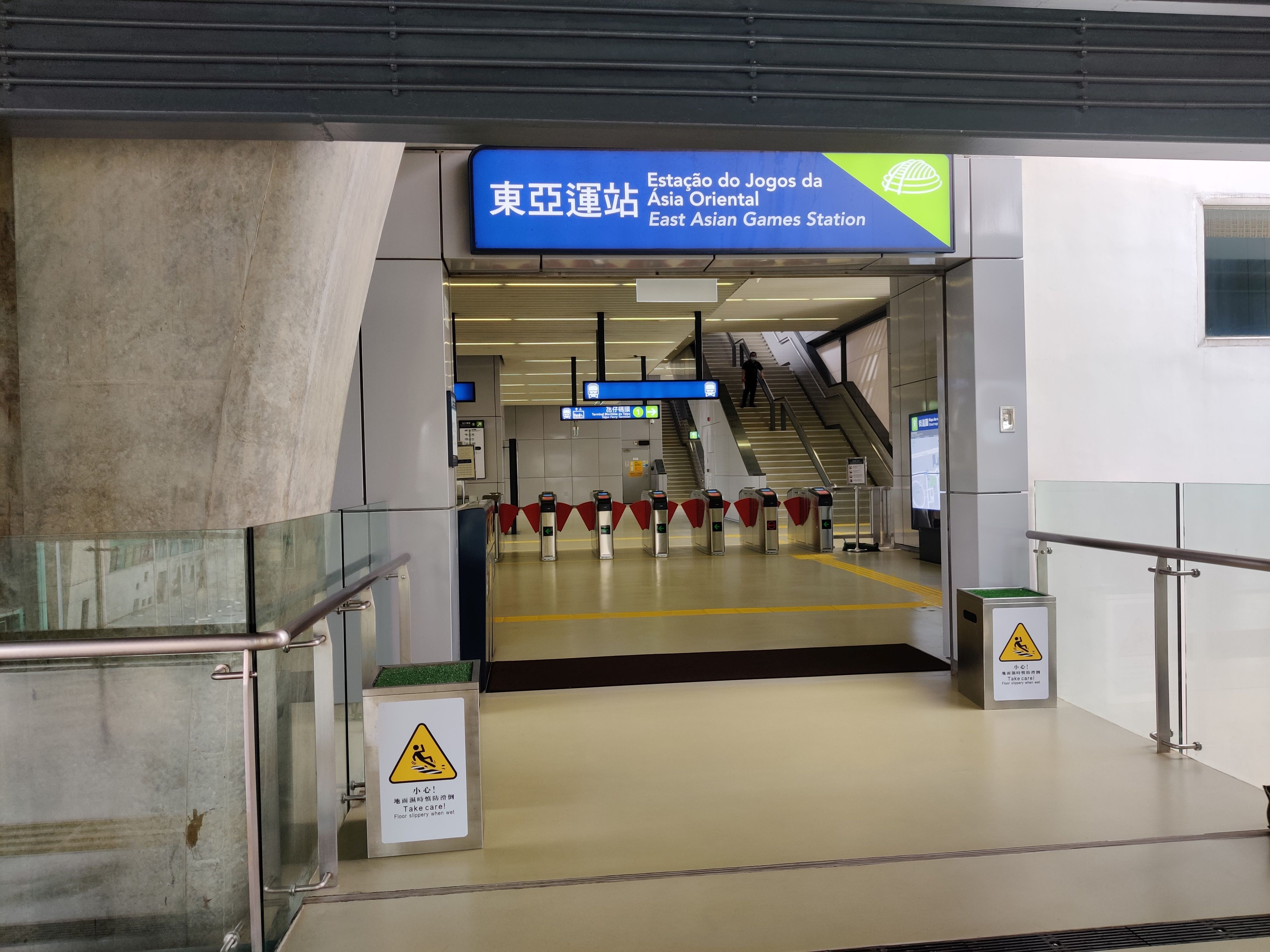
東亞運站入口

東亞運站（葡萄牙語：Estação dos Jogos da Ásia Oriental）是澳門輕軌氹仔線的中途站，位於路氹填海區體育館大馬路。本站為高架車站，2015年底平頂。受輕軌車廠工程嚴重延誤影響，此站延至2019年12月10日投入服務。

## 車站結構

### 車站樓層
| 地上二層          | 月台   | \| 側式 · 開左邊车门 \| \| \| \| \| \| \| \| 氹仔線往氹仔碼頭（路氹東） \| 1 \| \| \| \| 2 \| 氹仔線往媽閣（協和醫院） \| \| \| \| 側式 · 開左邊车门 \| \| \| \| \| |   |  |
| 地上一層          | 大堂   | 客務中心、自動售票機、洗手間 |   |  |
| 地面              | 出入口 | |   |  |
| 側式 · 開左邊车门 |        | |   |  |
|                   |        | 氹仔線往氹仔碼頭（路氹東） | 1 |  |
|                   | 2      | 氹仔線往媽閣（協和醫院） |   |  |
| 側式 · 開左邊车门 |        | |   |  |

### 出入口
車站設有兩個出入口。
| 編號              | 指示方向     | 圖片 | 附近目的地                                                                      |
| ----------------- | ------------ | ---- | ------------------------------------------------------------------------------- |
| A                 | 酒店度假村   |      | - 美獅美高梅                                                                    |
| B                 | 東亞運體育館 |      | - 東亞運動會體育館 - 澳門國際射擊中心 - 保齡球中心 - 網球學校 - 網球路 - 射擊路 |
| 註： 設有 \| 設有 |              |      |                                                                                 |

## 利用狀況
- 本站主要服務前往路氹國際體育綜合體（包括澳門東亞運動會體育館及保齡球中心等），以及鄰近的大型酒店綜合渡假村如上葡京及澳門葡京人的乘客為主。
- 當澳門東亞運動會體育館舉行大型活動、體育賽事結束後散場期間，導致本站人流大增，由於售票系統不接受信用卡拍卡或手機“乘車碼”掃碼入閘，以及自助售票機只接受澳門元現金支付購票，導致客服中心在比賽結束後散場期間出現購票人龍的情況，輕軌公司除加密輕軌班次外，另加派人手進行人工售票以疏散人流[3]。
- 在澳門戶外表演區投入運作後，原安排如舉行大型演唱會活動結束前約一小時至散場人流大致消退時，本站實施分流安排，1號月台暫停上落客服務，2號月台繼續開放上落客[4]。散場乘客於指定時間內於指定時間內在本站入閘時無需支付費用，可乘坐前往橫琴口岸、氹仔市區或媽閣方向的列車，在散場期間將實施人潮管制措施[5][6]。

## 車站周邊
半徑500米，由近至遠：
公共設施及商業建築
- 保齡球中心
- 網球學校
- 澳門東亞運動會體育館
- 國際射擊中心
- 澳門葡京人
- 上葡京
- 美獅美高梅
- 澳門戶外表演區
- 澳門倫敦人

## 接駁交通

### 巴士
T387 東亞運／保齡球中心（Jogos da Ásia Oriental / Centro de Bowling）
路線：50
T388 東亞運／巴黎人花園（Jogos da Ásia Oriental / Le Jardin）
路線：50
T389 澳門東亞運動會體育館（N. D. dos J. da Ásia Oriental de Macau）
路線：50

## 歷史
本站原稱澳門蛋站（葡萄牙語：Nave de Macau）。原站點位置近東亞運動會體育館前，後公佈的《輕軌系統第一期2009興建方案》調整至現時網球路對開位置。
2011年12月14日，「C360-輕軌一期路氹城段建造工程」公開招標競投。承攬項目為氹仔排角路至路氹城東之間的一段輕軌路段建造高架行車天橋及四個車站。本項目最長施工期為1021天。當中包括興建本站。
2012年6月13日，輕軌一期「路氹城段建造工程」及「氹仔口岸段建造工程」舉行動土儀式，象徵輕軌一期氹仔段全線動工。
2015年8月下旬至10月初，本站站點建設完成混凝土結構施工，並安裝車站頂部的鋼結構。
2016年11月下旬至2017年初，本站開展行人天橋興建工程。

## 工程相片

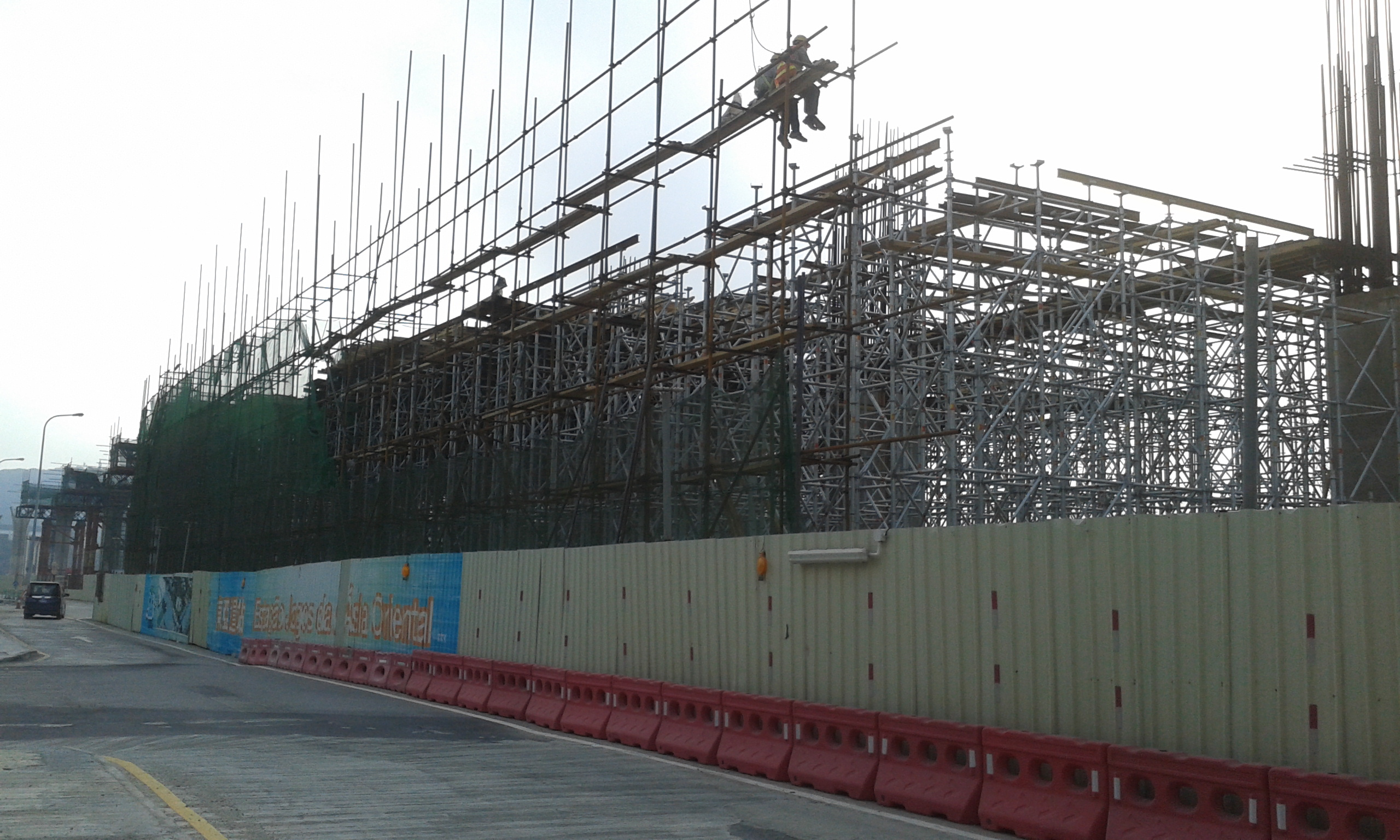
東亞運站（2015年1月）
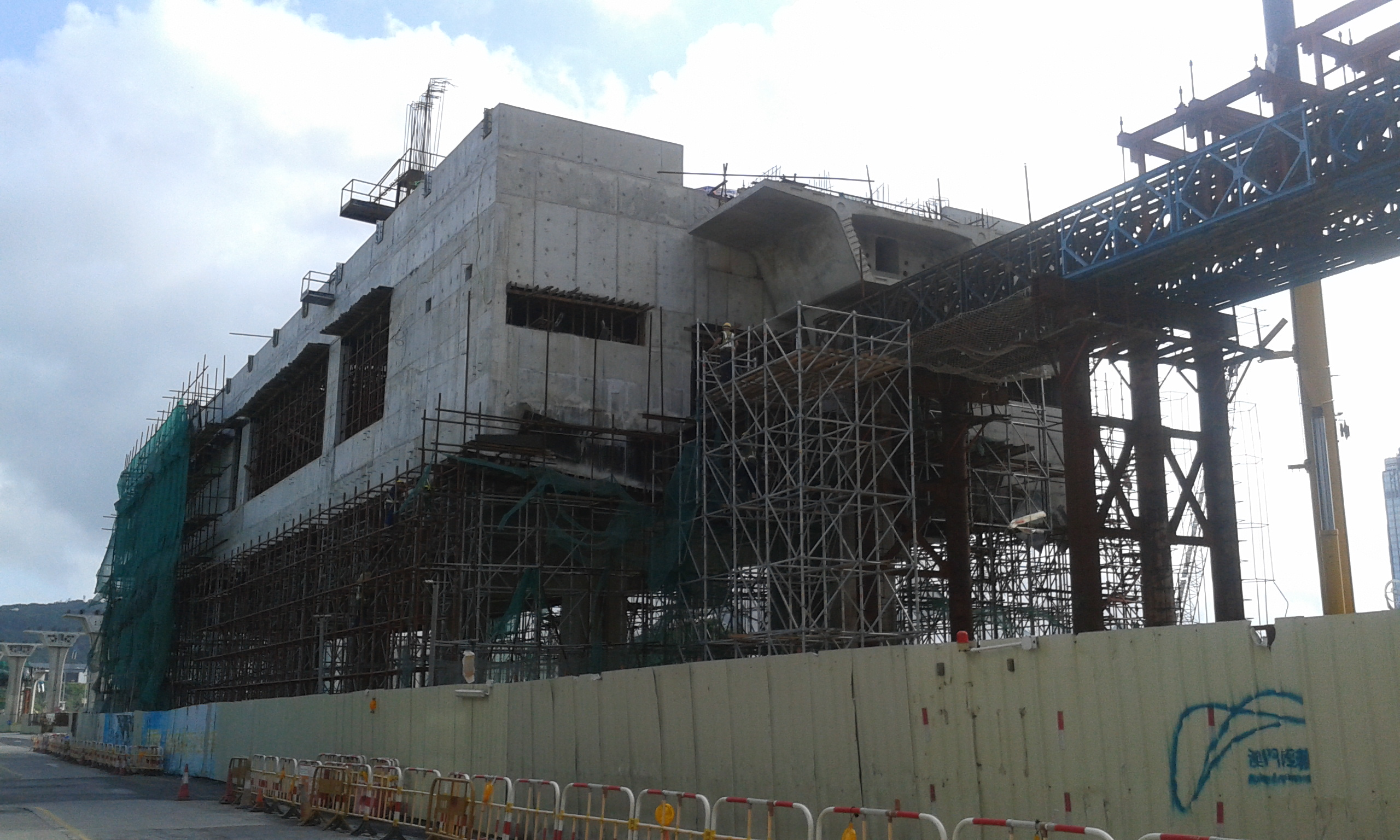
東亞運站（2015年8月）
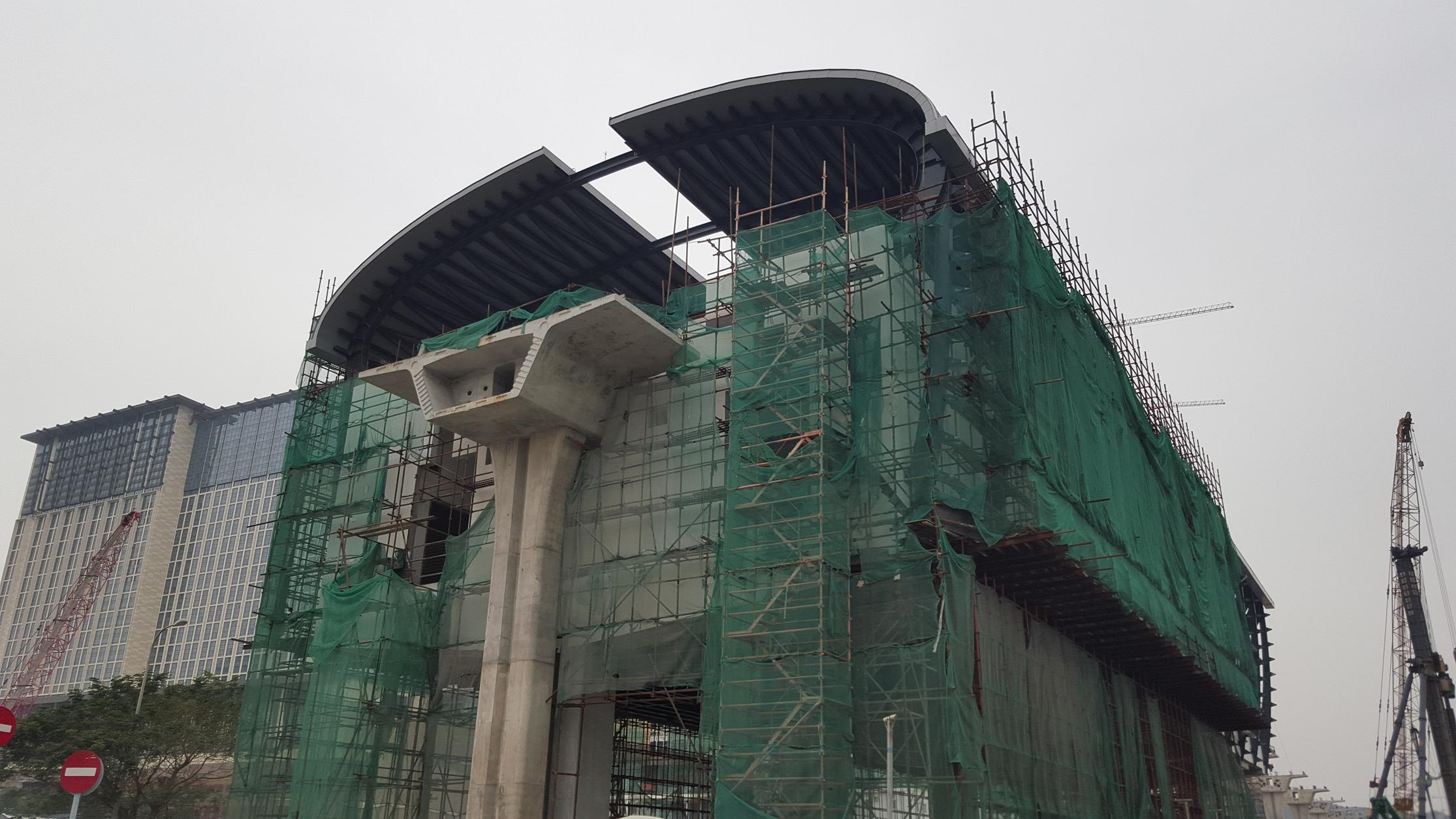
東亞運站（2016年2月）

## 外部連結
- 澳門輕軌股份有限公司官方網站 （页面存档备份，存于）